# Donald James Cram
Donald James Cram (Condado de Windsor, 22 de abril de 1919 — Palm Desert, 17 de junho de 2001) foi um químico estadunidense que compartilhou o Prêmio Nobel de Química de 1987 com Jean-Marie Lehn e Charles J. Pedersen "pelo desenvolvimento e uso de moléculas com interações específicas de estrutura de alta seletividade". Eles foram os fundadores do campo da química anfitrião-convidado.
Em 1942, ele se formou na Universidade de Nebrask-Lincoln com um mestrado em química orgânica, com Norman O. Cromwell servindo como seu orientador de tese. Seu assunto era "Amino cetonas, estudos de mecanismo das reações de aminas secundárias heterocíclicas com cetonas -bromo- insaturadas".
Em 1947, Cram se formou na Universidade de Harvard com um Ph.D. em química orgânica, com Louis Fieser, atuando como orientador em sua dissertação sobre "Sínteses e reações de 2-(cetoalquil)-3-hidroxi-1,4-naftoquinonas".

## Carreira
De 1942 a 1945, Cram trabalhou em pesquisa química nos laboratórios da Merck & Co, fazendo pesquisas sobre penicilina com o mentor Max Tishler. Cram foi o criador da regra de Cram, que fornece um modelo para prever o resultado do ataque nucleofílico de compostos carbonílicos. Ele publicou mais de 350 artigos de pesquisa e oito livros sobre química orgânica, e ensinou alunos de graduação e pós-doutorado de 21 países diferentes.

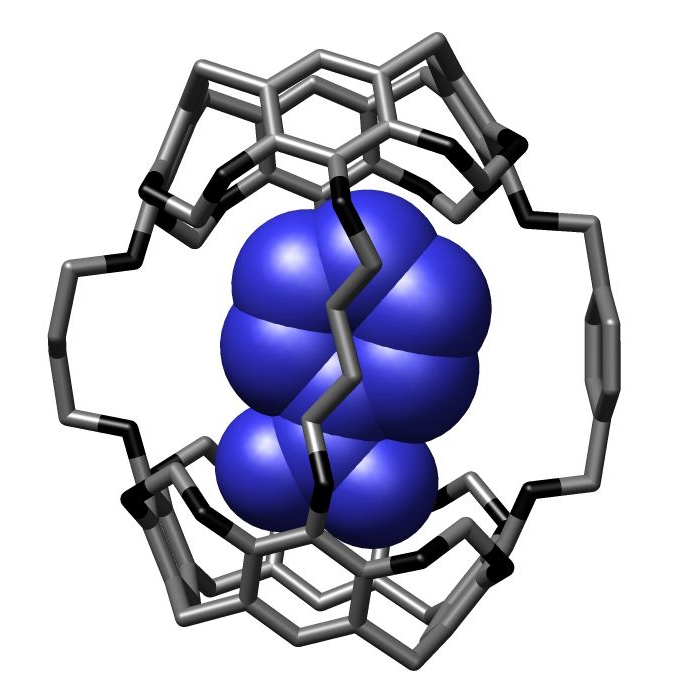
Estrutura cristalina de um nitrobenzeno ligado a um hemicarcerando relatado por Cram e colaboradores

### Pesquisa
Cram expandiu a síntese inovadora de Charles Pedersen de éteres de coroa, compostos orgânicos bidimensionais que são capazes de reconhecer e se combinar seletivamente com os íons de certos elementos metálicos. Ele sintetizou moléculas que levaram essa química em três dimensões, criando uma série de moléculas de formas diferentes que poderiam interagir seletivamente com outros produtos químicos por causa de suas estruturas tridimensionais complementares. O trabalho de Cram representou um grande passo em direção à síntese de imitações funcionais feitas em laboratório de enzimas e outras moléculas naturais cujo comportamento químico especial é devido à sua estrutura característica. Ele também trabalhou com estéreo química e a regra de indução assimétrica de Cram leva o seu nome.